# Русскевич Микола Лукич
Микола Лукич Русскевич (31 січня 1914, Красноярськ, Єнісейська губернія, Російська імперія — 6 січня 2004, Дніпропетровськ, Україна) — радянський та український вчений-дослідник у галузях теорії зображень, аксонометрії та нарисної геометрії. Професор, завідувач кафедри нарисної геометрії Дніпропетровського інженерно-будівельного інституту.

## Життєпис
У 1941 році закінчив Новосибірський інститут військових інженерів залізничного транспорту. У 1941-1947 рр. працював старшим інженером Сибтранспроєкту МШС на пошуках і проєктування залізничних магістралей Новокузнецьк-Абакан та Абакан-Тайшет. З 1949 року — кандидат технічних наук, викладач спецдисциплін кафедри графіки та начальник групи будівельників у Свердовському гірничому інституті. У 1954 році переїхав до Дніпропетровська, де почав викладати нарисну геометрію на кафедрі графіки в Дніпропетровському інституті інженерів транспорту. з 1957 і до 1983 рр. — завідувач кафедри нарисної геометрії Дніпропетровського інженерно-будівельного інституту.
З 1959 по 1962 рр. — заступник декана; декан факультету Цивільно-промислового будівництва.
З 1962 по 1967 рр. — проректор з навчальної роботи.
У 1964 році Миколі Русскевичу було присвоєно вчене звання професора. Упродовж 1960–1970-х років він читав лекції з нарисної геометрії на Дніпропетровському міському телебаченні в рамках науково-освітніх передач для студентів-заочників.
У 1981 році вченого було нагороджено орденом «Знак Пошани».
Захоплювався аматорською кінематографією, автомобільними подорожами та живописом.

## Науковий доробок
Микола Русскевич — автор понад 50 наукових праць, присвячених перспективі, побудові аксонометричних проєкцій та нарисній геометрії. Серед його робіт — підручники, збірники задач і професійні довідники, які й досі використовуються інженерами та проєктувальниками в багатьох країнах. Увів до геометричної науки поняття "визначник зображень" та "фіксований базіс простору".
У 1950 році запатентував перспектограф — механічний пристрій для побудови перспективи, подібний до апарату Гаука-Брауера (Hauck-Brauer) використанням двох трасувальних вістків. На відміну від останнього, він забезпечує простіше трасування лише для вертикальної площини зображення, але при цьому дозволяє швидко трансформувати профільний вигляд без додаткових регулювань, що є його ключовою перевагою. Пізніше Русскевич розвинув технологію, створивши у 1960 році фотоелектричний автоаксонограф, який заміняв ручну працю інженерів-маркшейдерів, проєктувальників та архітекторів під час побудування аксонометричних плоских фігур. Функціональний принцип механічного аксонографа Русскевича ґрунтується на методі проєктування, розробленому Копотовою, з використанням проєкційної площини, перпендикулярної до площини зображення. Аксонометричне зображення довільної точки будується механічно шляхом проведення ліній, паралельних допоміжним напрямкам, визначеним для контрольної точки. 
Під науковим керівництвом Русскевича захистилися п'ятеро кандидатів технічних наук. Серед його учнів — Дмитро Ткач, професор ПДАБА та завідувач кафедри нарисної геометрії та дизайну.